# Nguyễn Vĩnh Phú
Nguyễn Vĩnh Phú, là Trung tướng Quân đội nhân dân Việt Nam, nguyên Chủ nhiệm Tổng cục Hậu cần, Bộ Quốc phòng Việt Nam (2009-2014).

## Thân thế và sự nghiệp
- Năm 2007, bổ nhiệm giữ chức Tư lệnh Quân đoàn 3
- Năm 2009, bổ nhiệm giữ chức Chủ nhiệm Tổng cục Hậu cần
- Năm 2014, nghỉ hưu.
- Thiếu tướng (1.2008), Trung tướng (2011)
- Quê quán : Chi Đông - Mê Linh - Hà Nội